# HD 193092
HD 193092，又名BD+39 4114，SAO 49410、HR 7759，是一颗恒星，视星等为5.24，位于銀經77.67，銀緯2.76，其B1900.0坐标为赤經20h 13m 21.7s，赤緯+40° 2.76′ 20″。